# Tony Eccles
Tony Eccles (Middlesbrough, 8 januari 1970) is een Engels voormalig darter. Zijn bijnaam luidt The Viper. Omdat Eccles op tv-toernooien zelden wist te imponeren, maar op overige toernooien doorgaans prima presteerde, stond hij bekend als een typische 'vloerspeler'.

## BDO 2002 - 2007
Eccles maakte zijn debuut tijdens het wereldkampioenschap Lakeside in 2002, maar kwam niet verder dan de eerste ronde. nadat Eccles verloor van Wayne Jones in 2002, Erik Clarys in 2003 en John Walton in 2004, won hij eindelijk in 2005 van Tony David in Frimley Green met (3-2 in sets), maar verloor in de 2e ronde van Vincent van der Voort. 
In 2006 speelde Eccles een teleurstellende eerste ronde waar hij verloor van de Deen Per Laursen met 2-3.
In 2007 reikte Eccles voor het eerst tot de kwartfinales op Lakeside, na zeges op Paul Hogan en Shaun Greatbatch, waarin hij verloor van Mervyn King. Het leek er in het begin op dat Eccles  makkelijk zou winnen, aangezien hij voor stond met 3-0 in sets, maar King kwam sterk terug tot 4-3, waarna Eccles nog terug kon komen tot 4-4. Uiteindelijk moest hij echter zijn meerdere erkennen in King, die de laatste set won, waardoor Eccles verloor met 4-5 in sets.
Op open evenementen waar geen tv-camera's bij waren had Eccles wel wat meer succes en won hij zo nu en dan.  
Eccles won in 2005 het Dutch Open, het Engels Open en het Zweeds Open. In 2006 won hij het Norway Open en verdedigde met succes zijn titel van het Zweeds Open, door deze overwinningen stond hij in 2006 als vijfde en in 2007 als vierde geplaatst op de BDO ranking.
In april 2007 verdedigde hij met succes zijn titel van het Norway Open.

## PDC 2007 - 2012
In juni 2007 maakte Eccles de overstap van de BDO waar hij als vierde geplaatst was op dat moment, naar de PDC waar hij begon als zijnde 151e geplaatst op de PDC Order of Merit. Eccles maakte zijn debuut op het wereldkampioenschap in 2008, waar hij in de derde ronde verloor van Adrian Lewis, waar hij goed begon met een 2-0 voorsprong, maar uiteindelijk verloor met 3-4.
In 2009 was Eccles al gestegen naar de 30e plaats op de order of merit, Eccles moest het opnemen tegen Remco van Eijden. Eccles kwam weer goed uit de startblokken met een 2-0 voorsprong, moest daarna 2 legs toegeven, maar won uiteindelijk met 3-2, waarmee hij doorging naar de tweede ronde, waar hij uiteindelijk verloor van James Wade.
In 2010 was Eccles als 31e geplaatst, in de eerste ronde trof Eccles Brendan Dolan, waar hij van verloor met 3-1.

## BDO 2012 - 2014
In 2012 keerde Eccles terug naar de BDO, mede door blessures waardoor hij een zeer mager spel speelde..
Eccles kwalificeerde zich voor het wereldkampioenschap in 2013, waar hij het in de 1e ronde moest opnemen tegen Geert De Vos, Eccles won vijf legs op rij, maar miste 3 darts op zijn dubbel, waardoor hij verzuimde ook de 2e leg te pakken. uiteindelijk verloor hij deze eerste ronde met 3-2.
in 2014 was Eccles voor de eerste ronde geloot tegen de nummer 5 geplaatste speler Darryl Fitton, deze won Eccles met 3-1, waarna hij het in de tweede ronde op mocht nemen tegen Wesley Harms, waarvan hij ook won met 4-3. In de kwartfinale moest Eccles het opnemen tegen Robbie Green, waarvan hij verloor met 5-2.
Na het BDO-wereldkampioenschap kondigde Eccles aan te stoppen met darten.

## Resultaten op Wereldkampioenschappen

### BDO
- 2002: Laatste 32 (verloren van Wayne Jones met 2-3)
- 2003: Laatste 32 (verloren van Erik Clarys met 1-3)
- 2004: Laatste 32 (verloren van  John Walton met 2-3)
- 2005: Laatste 16 (verloren van Vincent van der Voort met 1-3)
- 2006: Laatste 32 (verloren van Per Laursen met 2-3)
- 2007: Kwartfinale (verloren van  Mervyn King met 4-5)
- 2013: Laatste 32 (verloren van Geert De Vos met 2-3)
- 2014: Kwartfinale (verloren van Robbie Green met 2-5)

### PDC
- 2008: Laatste 16 (verloren van Adrian Lewis met 3-4)
- 2009: Laatste 32 (verloren van James Wade met 2-4)
- 2010: Laatste 64 (verloren van Brendan Dolan met 1-3)
- 2011: Laatste 64 (verloren van Adrian Lewis met 0-3)

## Resultaten op de World Matchplay
- 2008: Laatste 16 (verloren van Raymond van Barneveld met 3-13)
- 2009: Laatste 32 (verloren van Wayne Mardle met 1-10)
- 2010: Laatste 32 (verloren van Simon Whitlock met 1-10)

## Verkrachtingszaak 2014
Op 24 juni 2014 werd Eccles aangeklaagd met vijf aanklachten voor verkrachting op een schoolmeisje. Deze verkrachtingen zouden hebben plaatsgevonden over een periode van vijf jaar, waarin het slachtoffer minderjarig was. Op 26 juni 2014 werd Eccles voor deze misdrijven veroordeeld tot een gevangenisstraf voor de duur van 16 jaar. Op 1 juli 2022 kwam Eccles, onder voorwaarden, na acht jaar vrij uit de gevangenis. 